# زهيرية (صيدا)
زهيرية هي إحدى القرى اللبنانية من قرى قضاء صيدا في محافظة الجنوب.